# Kedungweru
Kedungweru is een bestuurslaag in het regentschap Kebumen van de provincie Midden-Java, Indonesië. Kedungweru telt 1127 inwoners (volkstelling 2010).